# ポンテラトーネ
ポンテラトーネ（伊: Pontelatone）は、イタリア共和国カンパニア州カゼルタ県にある、人口約1,500人の基礎自治体（コムーネ）。

## 概要
観光地としても栄えているが、葡萄の木が多く、ワインの名産地としても有名である。域内に多数のワイナリーがある。

## 地理

### 位置・広がり

#### 隣接コムーネ
隣接するコムーネは以下の通り。
- ベッローナ
- カミリアーノ
- カープア
- カステル・ディ・サッソ
- フォルミーコラ
- リーベリ
- ロッカロマーナ

### 気候分類・地震分類
ポンテラトーネにおけるイタリアの気候分類 (it) および度日は、zona C, 1283 GGである。
また、イタリアの地震リスク階級 (it) では、zona 2 (sismicità media) に分類される。